# Jedůfky
Jedůfky je studiové album Karla Kryla, vydané posmrtně v roce 1996.

## Seznam písní
1. Potkal jsem svou tchyni
2. Kostelní věž
3. Hannibal
4. Buffalo Bill
5. Přeludium
6. Tragédie s agentem
7. Dneska už se smí
8. Monika
9. Píseň pro Zuzanu
10. Píseň pro Blbouna Nejapnýho
11. Gulášová polífka
12. Dívka havířka
13. Azbuk
14. Geny
15. Omezená suverenita (Morytorát)
16. Jedůfka
17. Na jednu notečku
18. Limericky
19. Písničkářský bacil
20. Braniboři v Čechách